# Johnny Kerr
John G. “Red” Kerr (Chicago, Illinois, 17 de julio de 1932-ibídem, 26 de febrero de 2009) fue un jugador y entrenador profesional de baloncesto de la NBA que trabajó también como comentarista de Chicago Bulls. Fue técnico en dos franquicias de la NBA en expansión: Chicago Bulls y Phoenix Suns.

## Trayectoria deportiva

### Jugador
A pesar de que su pasión era el fútbol, su gran crecimiento de estatura durante su año sénior en el Instituto Tilden Technical le hizo decantarse finalmente por el baloncesto. Pívot de 2,05 m,  lideró al equipo de baloncesto de su colegio en 1950 al campeonato de la Liga Pública de Chicago. Tras ello, se fue a la Universidad de Illinois, donde anotó 1.299 puntos en sus tres años, promediando 18,6 por partido. En 1952 guio a Fighting Illini a ganar la Conferencia Big Ten y avanzar a la Final Four de la NCAA. 
En 1954, Syracuse Nationals le seleccionó en el Draft en la sexta posición. Durante su primera temporada promedió 10.5 puntos por partido y 6.6 rebotes, ayudando a los Nationals a ganar su primer anillo. En el equipo sería tres veces All-Star (1956, 1959, 1963), jugando con el futuro Hall of Fame Dolph Schayes. 
En 1963, los Nationals se mudaron a Filadelfia, Pensilvania, y cambiaron su nombre a 76ers. Dos años después, Kerr fue traspasado a Baltimore Bullets por Wali Jones. Tras promediar 11.0 puntos y 8.3 rebotes en la temporada 1965-1966, Kerr fue seleccionado por Chicago Bulls en el Draft de expansión. Sin embargo, Kerr se retiró voluntariamente y se convirtió en el entrenador del nuevo equipo. Finalizó su carrera con 12.480 puntos y 10.092 rebotes, y hasta 1983 obtuvo el récord de más partidos consecutivos jugados (844).

### Entrenador
Con los Bulls tuvo un balance de 33-49 en la temporada 1966-1967, su primera en la NBA, consiguiendo ser el primer equipo que en su primera campaña en la liga entra en playoffs. Debido a ello, fue nombrado mejor entrenador del año. En la siguiente temporada (29-53) el equipo comenzó 1-15, aunque con una gran remontada volvió a colarse en la postemporada. Sin embargo, los problemas de Kerr con el propietario del equipo Dick Klein le obligaron a dejar los Bulls en verano de 1968 y firmar por Phoenix Suns, otro equipo en expansión con necesidad de un nuevo entrenador. Desafortundamente, los Suns firmaron un balance de 16-66 en la 1968-1969, y tras un comienzo de 15-23 en la siguiente campaña, dejó el equipo. 

## Estadísticas de su carrera en la NBA
|  | Denota temporadas en las que ganó un campeonato de la NBA |

### Temporada regular
| Año     | Equipo       | PJ  | MPP  | TC%  | TL%  | RPP  | APP | PPP  |
| ------- | ------------ | --- | ---- | ---- | ---- | ---- | --- | ---- |
| 1954-55 | Syracuse     | 72  | 21.2 | .419 | .682 | 6.6  | 1.1 | 10.5 |
| 1955-56 | Syracuse     | 72  | 29.4 | .403 | .655 | 8.4  | 1.2 | 13.3 |
| 1956-57 | Syracuse     | 72  | 30.4 | .403 | .719 | 11.2 | 1.3 | 12.4 |
| 1957-58 | Syracuse     | 72  | 33.1 | .399 | .664 | 13.4 | 1.2 | 15.2 |
| 1958-59 | Syracuse     | 72  | 37.1 | .441 | .766 | 14.0 | 2.0 | 17.8 |
| 1959-60 | Syracuse     | 75  | 31.6 | .392 | .752 | 12.2 | 2.2 | 14.7 |
| 1960-61 | Syracuse     | 79  | 33.9 | .397 | .729 | 12.0 | 2.5 | 13.4 |
| 1961-62 | Syracuse     | 80  | 34.6 | .443 | .735 | 14.7 | 3.0 | 16.3 |
| 1962-63 | Syracuse     | 80  | 32.0 | .474 | .753 | 13.0 | 2.7 | 15.7 |
| 1963-64 | Philadelphia | 80  | 36.7 | .429 | .751 | 12.7 | 3.4 | 16.8 |
| 1964-65 | Philadelphia | 80  | 22.6 | .370 | .696 | 6.9  | 2.5 | 8.2  |
| 1965-66 | Baltimore    | 71  | 24.9 | .413 | .768 | 8.3  | 3.2 | 11.0 |
| Total   | Total        | 905 | 30.7 | .418 | .723 | 11.2 | 2.2 | 13.8 |

### Playoffs
| Año     | Equipo       | PJ | MPP  | TC%  | TL%  | RPP  | APP | PPP  |
| ------- | ------------ | -- | ---- | ---- | ---- | ---- | --- | ---- |
| 1954–55 | Syracuse     | 11 | 33.0 | .391 | .557 | 10.7 | 1.2 | 13.8 |
| 1955-56 | Syracuse     | 8  | 26.6 | .481 | .455 | 8.5  | 1.3 | 11.1 |
| 1956-57 | Syracuse     | 5  | 32.4 | .431 | .690 | 13.8 | 1.2 | 15.2 |
| 1957-58 | Syracuse     | 3  | 38.7 | .327 | .778 | 20.3 | 1.0 | 16.7 |
| 1958-59 | Syracuse     | 9  | 34.7 | .352 | .909 | 12.0 | 2.7 | 14.4 |
| 1959-60 | Syracuse     | 3  | 34.7 | .294 | .917 | 8.3  | 3.0 | 13.7 |
| 1960-61 | Syracuse     | 8  | 26.3 | .341 | .696 | 12.4 | 2.5 | 9.5  |
| 1961-62 | Syracuse     | 5  | 38.6 | .376 | .750 | 16.0 | 2.0 | 17.6 |
| 1962-63 | Syracuse     | 5  | 37.4 | .433 | .762 | 15.0 | 1.8 | 13.6 |
| 1963-64 | Philadelphia | 5  | 37.0 | .482 | .750 | 13.8 | 3.2 | 19.0 |
| 1964-65 | Philadelphia | 11 | 16.5 | .358 | .714 | 3.5  | 2.5 | 5.7  |
| 1965-66 | Baltimore    | 3  | 16.3 | .182 | .500 | 5.7  | 1.3 | 1.7  |
| Total   | Total        | 76 | 29.9 | .386 | .687 | 10.9 | 2.0 | 12.3 |